# ۱۵۵۴ (میلادی)
۱۵۵۴ (میلادی) هزار و پانصد و پنجاه و چهارمین سال تقویم میلادی است.

## رویدادها
آخرین جنگ شاه تهماسب با عثمانی و شکل گیری صلح آماسیه

## زادگان
روز نامعلوم
- میرعماد حسنی، خوش‌نویس ایرانی (م. ۱۶۱۵)
- ۳۰ نوامبر – فیلیپ سیدنی، شاعر و دیپلمات بریتانیایی (د. ۱۵۸۶)

## درگذشتگان
- 12 فوریه - جین گری : ملکه انگلستان و ایرلند.
- ۲۲ سپتامبر – فرانسیسکو واسکس د کورونادو، کاشف اسپانیایی